# Galactites tomentosus
La scarlina (Galactites tomentosus Moench, 1794) è una pianta angiosperma dicotiledone appartenente alla famiglia delle Asteraceae. Il nome deriva dal greco γάλα (= "latte"), in riferimento al colore bianco della fitta peluria che ricopre il fusto e le foglie di questa specie.

## Descrizione

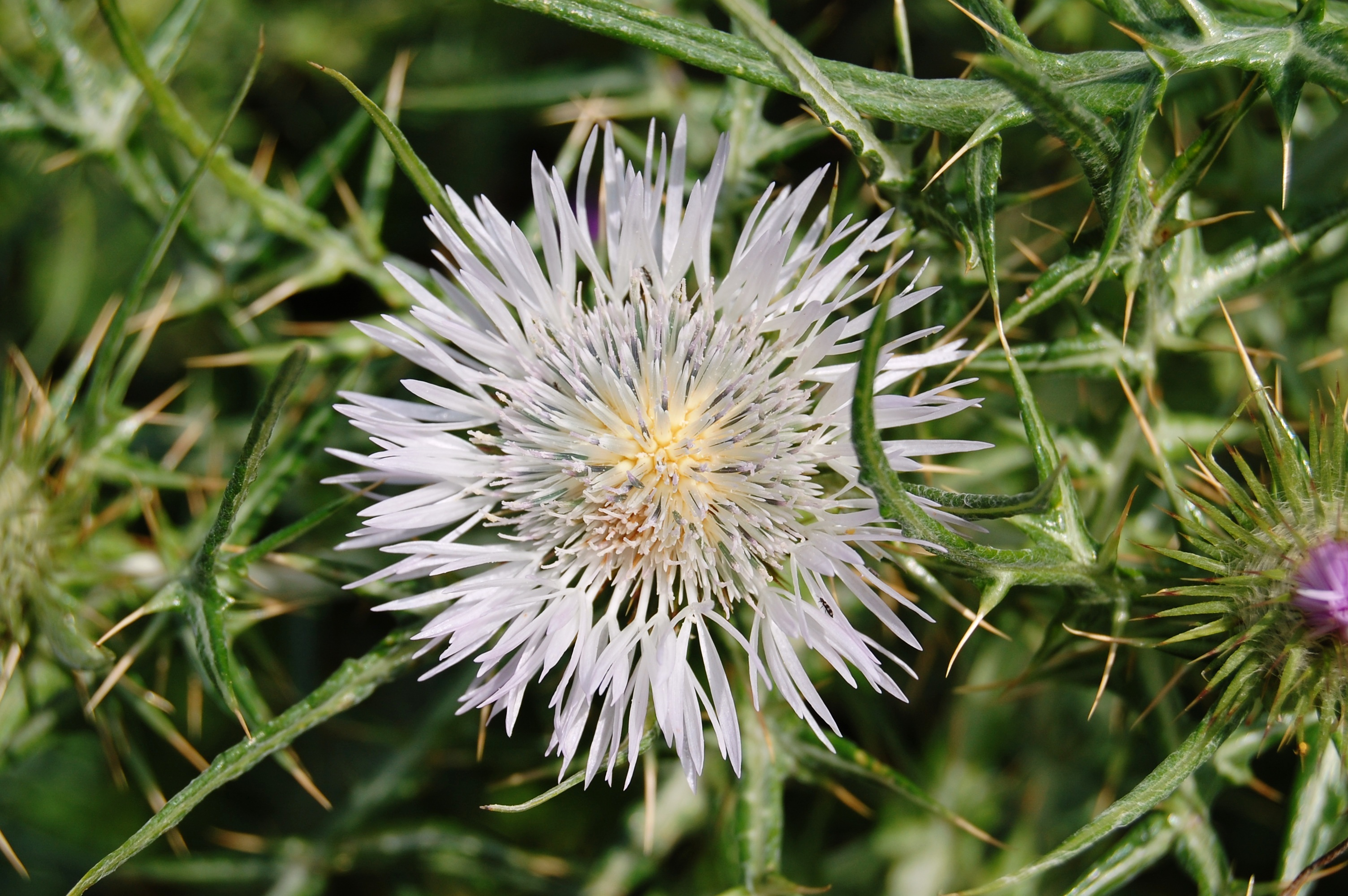

Il portamento di questa specie è erbaceo con un ciclo biologico bienne ("H bienn"). Il fusto è eretto, pubescente (bianco-tomentoso), alto 2 - 10 dm, ramificato superiormente e con ali provviste di spine..
Le foglie, a disposizione alterna, hanno delle lamine a forma pennatifida-pennatosetta. La lamina superiore è screziata di bianco, quella inferiore è bianca e tomentosa, sono dotate di spine robuste e acute, ordinate sui margini. Lunghezza delle foglie: 1 - 2 dm.
L'infiorescenza è formata da grandi capolini discoidi, normalmente terminali su medi-lunghi peduncoli, composti da molti fiori. I capolini possono essere solitari o multipli con formazioni racemose, panicolate o corimbose. I capolini, come in tutte le Asteraceae, sono formati da un involucro composto da squame al cui interno un ricettacolo fa da base ai fiori. L'involucro, a forma campanulata, è provvisto di numerosi ranghi di squame embricate. Le squame, a forma triangolare, quasi sempre sono mucronate (o spinose) all'apice; quelle più interne sono senza spine e piatte; le altre sono pelose terminanti con un'unica spina scanalata. Il ricettacolo è piatto o convesso, senza pagliette a protezione della base dei fiori. I fiori per capolino sono numerosi.
I fiori sono solamente del tipo tubuloso (il tipo ligulato, presente nella maggioranza delle Asteraceae,  qui è assente), sono inoltre ermafroditi (raramente sono unisessuali), tetraciclici (calice– corolla – androceo – gineceo) e pentameri.  I fiori centrali tutti fertili, mentre quelli più periferici sono sterili, piatti, patenti e eccedenti l'involucro.
- Formula fiorale :

- /x K {\displaystyle \infty }, [C (5), A (5)], G 2 (infero), achenio

- Calice:  i sepali del calice sono ridotti al minimo (una coroncina di scaglie).
- Corolla: la corolla ha la forma tubolare con 5 stretti lobi. I tubi sono lunghi e sottili (lievemente piegati nella zona distale). La gola è breve. I colori sono bianco-lilla o rosa-porpora. I fiori periferici sono più lunghi. Dimensioni della corolla: tubo 14 – 15 mm; gola 1 mm; lobi 6 – 8 mm; totale 21 – 23 mm.
- Androceo: gli stami sono 5 ed hanno dei filamenti concresciuti e papillosi che possiedono la particolarità di compiere dei movimenti per liberare il polline. Le antere sono caudate alla base (hanno una coda corta) con appendici apicali lineari-oblunghe.
- Gineceo l'ovario è infero; lo stilo ha un stimma bifido che sporge notevolmente dalla corolla; gli stigmi sono glabri (hanno un ciuffo di peli solo all'apice dello stilo). La superficie stigmatica è posta all'interno degli stigmi.[12]
- Fioritura: nei mesi da maggio a luglio.

Il frutto è un achenio a forma generalmente obovoide a volte compresso (di forma bislunga), mentre a volte può essere globoso o piriforme. La superficie può essere liscia e glabra. Nella parte apicale è presente un anello (una coroncina emisferica) con del nettare. Caratteristico è il pappo biancastro persistente (o caduco) formato da più serie di piume saldate alla base (pappo piumoso). Lunghezza del pappo: 13 mm.

## Biologia
- Impollinazione: l'impollinazione avviene tramite insetti (impollinazione entomogama). Gli insetti sono del tipo farfalle diurne e notturne (lepidotteri, falene e coleotteri) e api.
- Riproduzione: la fecondazione avviene fondamentalmente tramite l'impollinazione dei fiori visitati dalle api che ne raccolgono il nettare e producono un ottimo miele,[13] in particolare in Sardegna, Calabria e Sicilia.
- Dispersione: i semi cadendo a terra (dopo essere stati trasportati per alcuni metri dal vento per merito del pappo – disseminazione anemocora) sono successivamente dispersi soprattutto da insetti tipo formiche (disseminazione mirmecoria).

## Distribuzione e habitat
- Geoelemento: il tipo corologico (area di origine) è "Steno-Mediterraneo"
- Distribuzione: in Italia si trova comunemente al Centro e al Sud. Nelle Isole è molto comune. Altrove si trova in: Algeria, Francia, Grecia, Marocco, Penisola Iberica, Tunisia e Penisola Balcanica.[2]
- Habitat: questa specie popola i terreni incolti e aridi, i ruderi, i pascoli e i bordi delle strade di tutti i paesi che si affacciano sul Mediterraneo[14].
- Distribuzione altitudinale: sui rilievi, in Italia, queste piante si possono trovare fino a 1.300 m s.l.m..

### Fitosociologia
Per l'areale completo italiano Galactites tomentosus appartiene alla seguente comunità vegetale:
Macrotipologia: vegetazione erbacea sinantropica, ruderale e megaforbieti.
Classe: Chenopodio-Stellarienea Rivas Goday, 1956
Ordine: Thero-Brometalia (Rivas Goday & Rivas-Martínez ex Esteve 1973) O. Bolòs, 1975
Alleanza: Echio plantaginei-Galactition tomentosae O. Bolòs & Molinier, 1969
Descrizione. L'alleanza Echio plantaginei-Galactition tomentosae è relativa alle comunità annuali sub-nitrofile di taglia media, ricche di specie terofitiche, del Mediterraneo occidentale distribuite nei campi incolti e abbandonati, lungo i bordi delle strade e nelle aree dismesse in zone con abbondanza di precipitazioni. Il substrato può essere differente ma sempre in climi mediterranei, caratterizzati da inverni miti ad elevate precipitazioni e in parte anche con carattere di oceanicità. In Italia l’alleanza Echio plantaginei-Galactition tomentosae è distribuita nei territori a clima mediterraneo. Nel resto dell'Europa l’alleanza si sviluppa nel mediterraneo occidentale, ma è possibile trovarla anche nei settori eurosiberiani.
Specie presenti nell'associazione:  Echium plantagineum, Dasypyrum villosum, Bromus diandrus, Bromus hordeaceus, Lolium rigidum, Galactites tomentosa, Gastridium ventricosum, Plantago lanceolata, Plantago lagopus, Medicago rigidula, Lotus ornithopodioides, Sherardia arvensis, Medicago ciliaris, Medicago murex, Melilotus elegans, Melilotus italicus, Reichardia intermedia, Silene fuscata, Silene scabriflora, Vulpia geniculata e Vulpiella tenuis.
Altre alleanze per questa specie sono:
- Fedio graciliflorae-Convolvulion cupaniani
- Hordeion leporini
- Smyrnienion olusatri

## Tassonomia
La famiglia di appartenenza di questa voce (Asteraceae o Compositae, nomen conservandum) probabilmente originaria del Sud America, è la più numerosa del mondo vegetale, comprende oltre 23.000 specie distribuite su 1.535 generi, oppure 22.750 specie e 1.530 generi secondo altre fonti (una delle checklist più aggiornata elenca fino a 1.679 generi). La famiglia attualmente (2021) è divisa in 16 sottofamiglie.
Cardueae è una delle 4 tribù della sottofamiglia Carduoideae. La tribù Cardueae a sua volta è suddivisa in 12 sottotribù (la sottotribù Carduinae è una di queste). Il genere Galactites elenca 3 specie con una distribuzione mediterranea occidentale, una delle quali è presente spontaneamente sul territorio italiano.

### Filogenesi
Il genere di questa voce è inserito nel gruppo tassonomico della sottotribù Carduinae. In precedenza provvisoriamente era inserito nel gruppo tassonomico informale "Cynara Group". La posizione filogenetica di questo genere nell'ambito della sottotribù, è "basale"; ossia è stato uno dei primi gruppi a separarsi dal resto della sottotribù.
Il numero cromosomico della specie G. tomentosus è: 2n = 22.

### Variabilità
In questa specie alcuni caratteri sono variabili:
- le incisioni della foglia possono essere ridotte e la lamina può essere più o meno intera;
- l'aspetto delle ali è variabile;
- il colore della corolla varia nei colori lillacino, violetto, azzurro, bianco e roseo.

### Sinonimi
L'entità di questa voce ha avuto nel tempo diverse nomenclature. L'elenco seguente indica alcuni tra i sinonimi più frequenti:
- Calcitrapa galactites Lam.
- × Carduogalactites ludoviciae (Bertrand) P.Fourn.
- Carduus galactites  Bory & Chaub.
- Carduus orgyalis  Steud.
- Carduus orientalis  Pers.
- Centaurea elegans  All.
- Centaurea galactites  L.
- Cirsium galactites  Hill
- Cirsium orientale  Spreng.
- Cnicus galactites  Loisel.
- Cnicus orientalis  Willd.
- Crocodilium galactites  Dum.Cours. ex Steud.
- Galactites elegans  (All.) Nyman ex Soldano
- Galactites elegans  Nyman
- Galactites galactites  Druce
- Galactites ludovicae  Bertrandv
- Galactites pumilus  Porta
- Lupsia galactites  Kuntze
- Serratula orientalis  Poir.